# Philipp Zeller
Philipp Zeller (* 23. März 1983 in München) ist ein ehemaliger deutscher Hockeyspieler und Rechtsanwalt. Mit der deutschen Nationalmannschaft wurde er 2006 Weltmeister, 2008 (Peking) und 2012 (London) Olympiasieger, sowie 2003 und 2011 Europameister. Er ist Träger des Silbernen Lorbeerblattes.

## Leben
Zeller besuchte zunächst von 1993 bis 2001 das Pestalozzi-Gymnasium und im Anschluss das Erasmus-Grasser-Gymnasium in München, an dem er mit den Leistungskursen Sport und Englisch 2002 das Abitur machte. Nach Absolvierung seines Grundwehrdienstes in einer Sportfördergruppe der Bundeswehr studierte er Rechtswissenschaften an der Universität Hamburg, Universität Bonn und der Universität zu Köln.
Zeller ist als Rechtsanwalt in Köln tätig. Er hat zwei Brüder. Sein Bruder Christopher Zeller spielt ebenfalls in der Hockey-Nationalmannschaft.

## Karriere
Philipp spielte mit seinem Bruder Christopher in der Saison 2006/07 beim niederländischen Meister HC Bloemendaal. Zu Beginn der Saison 2007/08 wechselte er zusammen mit seinem Bruder zum damaligen Zweitligisten Rot-Weiss Köln, mit dem der Aufstieg in die erste Liga und im Folgejahr der Gewinn der Deutschen Meisterschaft gelang.
Die Olympiasiegermannschaft von 2008, zu der Zeller gehörte, wurde zur Mannschaft des Jahres 2008 in Deutschland gewählt. Bis Ende 2012 kam er in 199 Länderspielen zum Einsatz.
2016 beendete er seine Karriere.

## Vereine
- MTV München von 1879
- Münchner SC
- Der Club an der Alster, Hamburg
- HC Bloemendaal (Niederlande)
- KTHC Stadion Rot-Weiss

## Erfolge
- Olympiasieger (Feld) 2008, 2012
- Weltmeister (Feld) 2006
- Europameister (Feld) 2003, 2011
- Europacupsieger der Landesmeister (Halle) 2005
- Deutscher Meister (Halle) 2003, 2009, 2012
- Deutscher Meister (Feld) 2003, 2004, 2009, 2010, 2013, 2015, 2016